# Demokratikus iskolai önkormányzat
Az önkormányzat kisebb társadalmi egységek egy lehetséges működési módja.
Ilyen kisebb társadalmi egység az iskola is, amelynek keretén belül működhet önkormányzat is.
Az önkormányzás kiterjedése annak függvényében változik, hogy a nagyobb társadalmi egységek milyen keretek közé szorítják az iskolát.
Az állami iskolákban általában az önkormányzat hatásköre kicsi, mert az állami törvények nagyon sok kérdést magasabb szinten döntenek el.
A nem állami iskolákban az önkormányzat területe szélesebb lehet.
Az iskolai önkormányzat kiterjedési területei lehet az iskola gazdasági működése, az iskolai élet megszervezése, ezen belül fontos kérdés az iskola egyik ö tevékenységének a tanulásnak a szervezése.
Az önkormányzat tevékenységének egy részét lehetséges demokratikus úton intézni, azaz a döntéseket egy demokratikus fórum elé utalva azokat megbeszélve az egész közösség ügyévé tenni.
Az úgynevezett demokratikus iskolákban ez az utóbbi helyzet áll fenn. A demokratikus iskola alapvető jellemzője a rendszeres demokratikus gyűlés. Lehetnek az iskolai életnek olyan területei, amelyeket nem demokratikus úton szabályoz a közösség.
A demokratikus önkormányzat területei minden demokratikus iskolában felölelik az igazságszolgáltatást és az iskolai életet szabályozó törvények meghozatalát és ezen törvények betartatását is. Mindezek egy nem demokratikus önkormányzatú, vagy önkormányzat nélküli iskolában vagy egyáltalán nem létezik, vagy az iskolák felnőtt tagjainak kezében vannak. Az ilyen iskolákban a tanárok a törvények felett állnak, sérthetetlenek és tévedhetetlenek.